# Ледяной туман

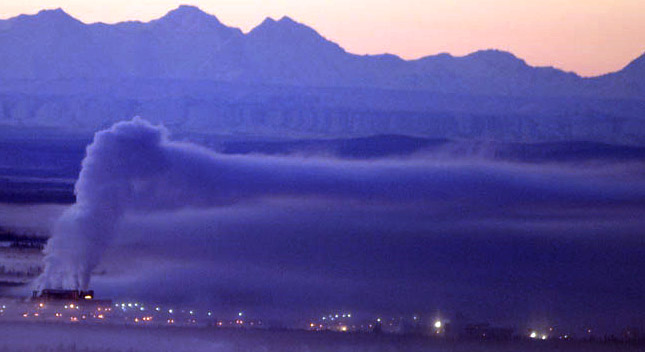
Ледяной туман над Фэрбанксом, Аляска, зимой 2005 года.

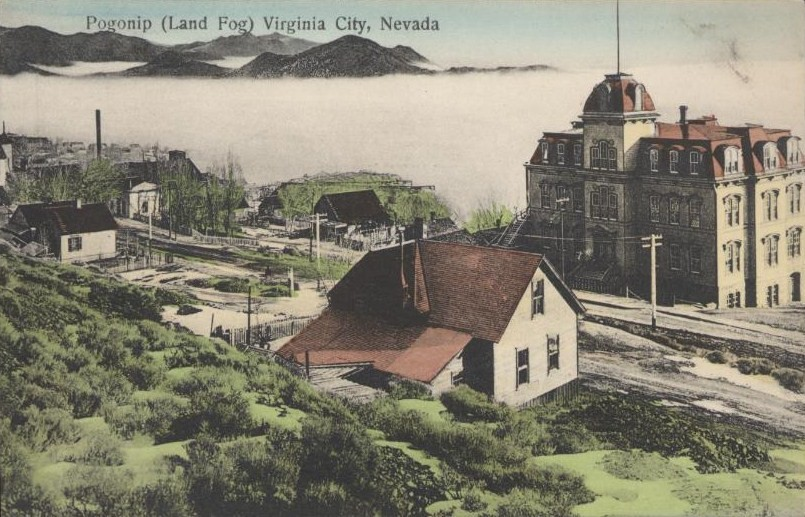
Ледяной туман в Вирджиния-сити, Невада, на почтовой открытке 1907 года.

Ледяной туман — атмосферное явление, туман, состоящий из мельчайших кристаллов льда, взвешенных в воздухе, сверкающих в солнечных лучах или в свете луны и фонарей. Наблюдается при температуре воздуха ниже −10..−15° С.
Ледяной туман следует отличать от осадков в виде ледяных игл (в англоязычных источниках — алмазной пыли), представляющих собой осадки в виде редких кристаллов льда, парящих в воздухе . Ледяные иглы незначительно ухудшают дальность видимости, тогда как при ледяном тумане она составляет менее 1000 м.

## В Соединённых Штатах Америки
В западных регионах США ледяной туман может называться «погонип». Подобное явление наблюдается очень редко во время холодных зим, как правило, в глубоких горных долинах. Ледяной туман довольно распространён во внутренних и северных районах Аляски, где температура часто опускается ниже −40 °C в зимние месяцы. Погонип образуется только при определённых условиях: влажность воздуха должна быть около 100 %, тогда как температура воздуха должна быть значительно ниже 0 °C (обычно ниже −10..−15° С), что позволяет образовываться в воздухе кристаллам льда. Кристаллы льда впоследствии оседают на поверхность земли.
Слово «погонип» происходит от шошонского слова «paγi̵nappi̵h», что означает «облако». Предположительно, первые поселенцы назвали это явление «белой смертью», так как считали, что кристаллики могут попасть в их лёгкие, что приведёт к смерти.